# Andreas Katz
Andreas Katz (Freudenstadt, 8 gennaio 1988) è un fondista tedesco.

## Biografia
Attivo in gare FIS dal marzo del 2003, Katz ha esordito in Coppa del Mondo il 5 dicembre 2009 a Düsseldorf (66º), ai Giochi olimpici invernali a Pyeongchang 2018, dove si è piazzato 25º nella 15 km, 14º nella 50 km, 35º nello skiathlon e 6º nella staffetta, e ai Campionati mondiali a Mondiali di Seefeld in Tirol 2019, dove è stato 13º nella 15 km, 44º nella 50 km, 28º nello skiathlon e 6º nella staffetta.

## Palmarès

### Coppa del Mondo
- Miglior piazzamento in classifica generale: 41º nel 2016